# Corona Arch
Pour les articles homonymes, voir Corona.
Corona Arch est une arche naturelle de grès située près de Moab, dans l'Utah, à côté du canyon du fleuve Colorado. On peut y accéder par un sentier de randonnée long de 2,4 km, le Corona Arch Trail, à partir de la route.
L'arche fait une hauteur de 33,5 mètres (110 pieds).

## Fait divers
La Corona Arch est un site de sauts pendulaires. Une vidéo intitulée World's Largest Rope Swing (« Plus grand saut sur corde du monde »), a remporté plus de 28 millions de vues depuis qu'elle a été postée le 15 février 2012 sur YouTube. Ces vidéos ont conduit davantage de gens à sauter du sommet de l'arche attachés à un cordage en portant un harnais. Le 24 mars 2013, un homme a heurté le sol et s'est tué après avoir mal évalué la longueur de corde nécessaire avant de se jeter de l'arche.

## Galerie

L'arche vue du dessous.